# Giorgio Labò
Giorgio Labò "Lamberto" (Modena, 29 maggio 1919 – Roma, 7 marzo 1944) è stato un partigiano italiano, studente di architettura, decorato della Medaglia d'oro al valor militare alla memoria.

## Biografia

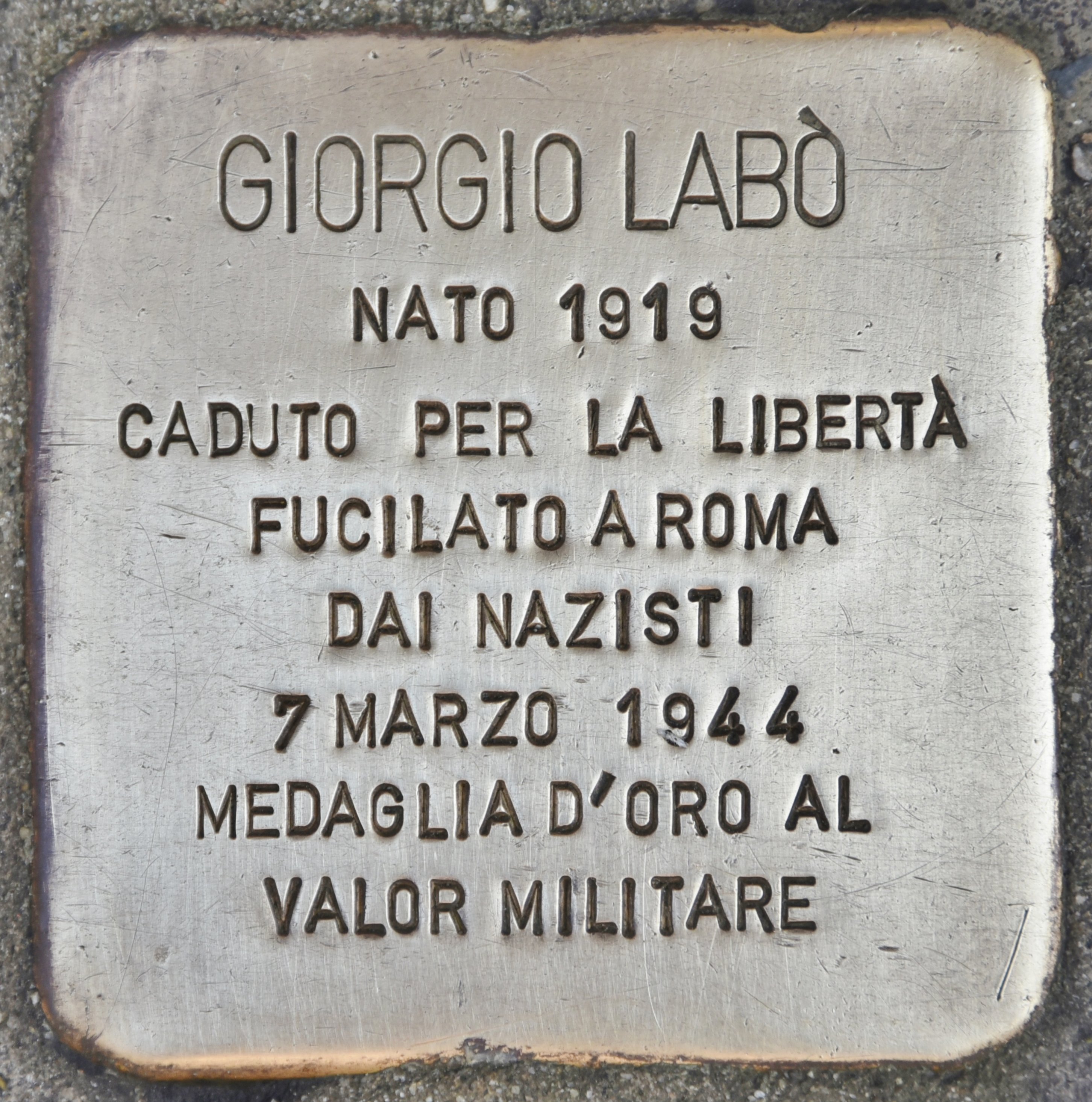
Genova, via Roma 1: la pietra d'inciampo a memoria di Giorgio Labò.

Nacque a Modena dall'architetto Mario Labò e da Enrica Morpurgo, ebrea. Questa origine mista che lo accomunava al suo compagno Mario Fiorentini contribuirà non poco a saldare la loro amicizia. Visse a Genova dove il padre nacque e lavorò come architetto. Si iscrisse alla Facoltà di Architettura presso il Politecnico di Milano ma dovette interrompere gli studi allo scoppio della Seconda guerra mondiale, per arruolarsi nel Genio minatori dove arrivò al grado di sergente.
Dopo l'armistizio dell'8 settembre 1943 entrò a far parte della resistenza con il nome di battaglia di Lamberto, nei partigiani della zona di Poggio Mirteto. A novembre dello stesso anno entrò a far parte dei Gruppi di Azione Patriottica di Roma dove mise a frutto le conoscenze acquisite nel campo degli esplosivi. Partecipò a numerosi sabotaggi e con mezzi di fortuna allestì e gestì insieme a Gianfranco Mattei una santabarbara clandestina in Via Giulia 25 bis, in casa di Gino Mangiavacchi, a Roma, dove per quattro mesi riuscirono a produrre ordigni esplosivi via via sempre più sofisticati.
Il 1º febbraio 1944, tradito da Giovanni Amidei, venne catturato dalle SS tedesche, arrestato e tradotto nelle carceri di Via Tasso, per 18 giorni venne tenuto strettamente legato mani e piedi nella cella numero 31. Nonostante la tortura, che gli portò gli arti alla gangrena, negli interrogatori che subì non rivelò mai nulla.
Il compagno di lotta e di prigionia Antonello Trombadori scriverà:
()
Il 7 marzo 1944, impossibilitato a scrivere, dettò una lettera al cappellano in cui comunicò la sua morte al professor Giulio Carlo Argan, fu poi condotto a Forte Bravetta dove, trascinato a braccia per la sua condizione fisica, venne fucilato da un plotone della Polizia dell'Africa Italiana, senza aver subito alcun processo, insieme ad Antonio Bussi, Concetto Fioravanti, Vincenzo Gentile, Paul Lauffer, Francesco Lipartiti, Antonio Nardi, Mario Negelli, Augusto Pasini, Guido Rattoppatore.
Gli fu conferita la Medaglia d'oro al valor militare alla memoria. Successivamente viene ricordato anche con una pietra d'inciampo posta il 7 marzo 2013 a Genova, all'altezza del civico 1 di via Roma.

## Riconoscimenti e dediche
- Il Politecnico di Milano gli ha conferito la laurea ad honorem.
- La città di Genova, in cui il padre Mario Labò lavorò come architetto, gli ha dedicato una piazza.[5]
- Il 16 settembre 1983 a Genova è stata costituita la Fondazione Mario e Giorgio Labò per lo studio e la ricerca degli aspetti urbanistici, architettonici, tecnici e storico sociali della Liguria.[2][7]